# Finn Porath
Finn Porath (Eutin, 26 februari 1997) is een Duits voetballer die doorgaans als aanvallende middenvelder speelt. In 2016 maakte hij zijn debuut in het betaald voetbal voor Hamburger SV in de Bundesliga. In juli 2019 stapte hij over naar Holstein Kiel.

## Clubloopbaan

### Jeugd
Porath begon met voetballen bij SF Herrnburg en speelde daarna een jaar voor VfB Lübeck, voordat hij op 14-jarige leeftijd overstapte naar de jeugdopleiding van Hamburger SV.

#### Hamburger SV
Porath doorliep alle jeugdteams van Hamburger SV en kwam in het seizoen 2012/13 bij de onder-17. Op 8 september 2012 maakte hij zijn debuut in deze leeftijdscategorie tijdens de uitwedstrijd tegen aartsrivaal FC St. Pauli. Hij begon in de basis en werd in de 48e minuut gewisseld. Op 9 maart 2013 scoorde hij zijn eerste doelpunt voor HSV –17 in de met 6-1 gewonnen thuiswedstrijd tegen VfL Oldenburg –17; hij maakte in de 53e minuut het zesde doelpunt. Porath begon het seizoen 2013/14 bij de onder 17, maar na zes wedstrijden (vier doelpunten) stroomde hij door naar de onder-19. In zijn eerste wedstrijd op dat niveau, tegen Hertha BSC, startte hij in de basis en bepaalde hij in de 90e minuut met een doelpunt de eindstand op 3-3. Ook gaf hij de assist voor het tweede doelpunt. Na dit debuut keerde hij niet meer terug naar de onder-17. In het seizoen 2014/15 werd hij een vaste waarde onder trainer Otto Addo en speelde hij 20 van de 26 competitiewedstrijden. In 2015/16 werd zijn seizoen gehinderd door blessures: een botbreuk in zijn voet en een gebroken sleutelbeen. Hij kwam daardoor tot slechts zeven wedstrijden, waarvan zijn laatste wedstrijd in de jeugd op 21 februari 2016 tegen Werder Bremen. 

### Hamburger SV
In de winterstop van het seizoen 2015/16 nam hoofdcoach Bruno Labbadia Porath mee op trainingskamp naar Belek.  In januari werd hij bij de selectie van het eerste elftal gehaald voor de thuiswedstrijd tegen Bayern München, maar hij bleef tijdens het duel in het Volksparkstadion op de bank. Op 22 april 2016 maakte hij zijn debuut bij de senioren in het tweede elftal, tijdens de stadsderby tegen FC St. Pauli II. Hij viel in bij rust en gaf in de met 2-1 verloren uitwedstrijd de assist voor het enige doelpunt van HSV II. In het seizoen 2016/17 maakte Porath de overstap naar de senioren en sloot in de voorbereiding aan bij de eerste selectie, maar wist geen basisplaats te veroveren. Hij kwam uit voor het tweede elftal en maakte op 13 augustus 2016 zijn debuut als basisspeler tegen Hannover 96 II. Kort daarna verlengde hij zijn tot 2018 lopende contract tot 2020. Op 20 november 2016 debuteerde hij in de Bundesliga, tijdens de uitwedstrijd tegen TSG 1899 Hoffenheim. Hij viel kort voor het eindsignaal in voor Nicolai Müller. Vanwege zijn goede prestaties nam trainer Markus Gisdol hem in de winterstop opnieuw mee op trainingskamp, maar hij kwam dat seizoen niet meer in actie. Aan het begin van het seizoen 2017/18 werd Porath voor twee jaar verhuurd aan SpVgg Unterhaching in de 3. Liga. Na zijn terugkeer in 2019 gaf trainer Dieter Hecking aan dat er weinig perspectief op speeltijd was, waarna Porath de overstap maakte naar Holstein Kiel.

#### Verhuur aan SpVgg Unterhaching
Begin september 2017 maakte SpVgg Unterhaching bekend dat Porath voor twee seizoenen werd gehuurd. Enkele dagen later debuteerde hij in de uitwedstrijd tegen Sportfreunde Lotte, waarin hij in de 62e minuut als invaller binnen de lijnen kwam. Een week later stond hij voor het eerst in de basis, als rechtermiddenvelder in de thuiswedstrijd tegen Sonnenhof Großaspach. In de loop van het seizoen groeide hij uit tot een vaste waarde in het elftal. Op 11 februari 2018 maakte hij in de 53e minuut zijn eerste doelpunt voor Unterhaching, in de met 1-1 gelijkgespeelde thuiswedstrijd tegen Hallescher FC. Op 18 mei 2019 speelde hij tegen VfL Osnabrück zijn zestigste en laatste wedstrijd voor de club, waarna hij terugkeerde naar Hamburger SV.

### Holstein Kiel
In juni 2019 tekende Porath een tweejarig contract bij Holstein Kiel. Op 11 augustus 2019 maakte hij zijn debuut voor de club in de eerste ronde van de DFB-Pokal, in de uitwedstrijd tegen FSV Salmrohr. In de met 0-6 gewonnen wedstrijd scoorde hij in de 88e minuut, na een assist van Daniel Hanslik. Enkele weken later, tijdens de openingswedstrijd van het seizoen 2019/20 in de 2. Bundesliga tegen SV Sandhausen, maakte hij zijn competitiedebuut. Hij viel in bij rust voor Aleksandar Ignjovski. Porath wist geen vaste basisplaats te veroveren en verscheen dat seizoen voornamelijk als invaller binnen de lijnen. In juli 2020 werd zijn contract desondanks verlengd tot 2023. Ook in het seizoen 2020/21 slaagde hij er onder de nieuwe trainer Ole Werner niet in om een basisplaats af te dwingen, maar hij kwam wel in 33 van de 34 competitiewedstrijden in actie. Holstein Kiel eindigde dat seizoen als derde en speelde promotie/degradatieplay-offs tegen 1. FC Köln. Porath kwam in beide wedstrijden in actie: de heenwedstrijd in Keulen werd met 0-1 gewonnen door een doelpunt van Simon Lorenz, maar na een 1-5 nederlaag in de return bleef Holstein Kiel in de 2. Bundesliga.
In zijn derde seizoen (2021/22) veroverde Porath een vaste basisplaats bij Holstein Kiel. Hij startte vrijwel alle wedstrijden, totdat hij in maart tijdens een training zijn enkelbanden scheurde. Hierdoor was hij geruime tijd uitgeschakeld. In de 32e speelronde maakte hij zijn rentree in de uitwedstrijd tegen Werder Bremen, waarin hij in de 76e minuut inviel voor Lewis Holtby. In het seizoen 2022/23 was Porath onder de nieuwe trainer Marcel Rapp een vaste waarde; hij speelde 33 van de 34 wedstrijden en ontbrak alleen vanwege een schorsing in de uitwedstrijd tegen Arminia Bielefeld. In februari 2023 verlengde hij zijn contract tot 2026. In het seizoen 2023/24 begon Porath als wisselspeler, maar vanaf de vierde speelronde keerde hij terug in de basis en bleef daar tot aan de winterstop, die Holstein Kiel als koploper van de 2. Bundesliga inging. Ook in de tweede seizoenshelft was hij een belangrijke kracht, al moest hij de laatste wedstrijden missen door een blessure. Kiel sloot het seizoen af als tweede en promoveerde daarmee voor het eerst in de clubgeschiedenis naar de Bundesliga.
Kiel kende een moeizaam seizoen 2024/25 en bevond zich vanaf de eerste speelronde in de onderste regionen van de ranglijst. Porath was tot februari een vaste waarde op het middenveld, maar verloor na twee gemiste wedstrijden zijn basisplaats. In het restant van het seizoen kwam hij voornamelijk als invaller in actie. Holstein Kiel degradeerde uiteindelijk aan het einde van het seizoen naar de 2. Bundesliga.

## Clubstatistieken
| Seizoen                     | Club             | Competitie        | Competitie | Competitie | Beker | Beker | Internationaal | Internationaal | Overig | Overig | Totaal | Totaal |
| Seizoen                     | Club             | Competitie        | Wed.       | Dlp.       | Wed.  | Dlp.  | Wed.           | Dlp.           | Wed.   | Dlp.   | Wed.   | Dlp.   |
| --------------------------- | ---------------- | ----------------- | ---------- | ---------- | ----- | ----- | -------------- | -------------- | ------ | ------ | ------ | ------ |
| 2016/17                     | Hamburger SV –II | Regionalliga Nord | 22         | 2          | –     | –     | –              | –              | –      | –      | 22     | 2      |
| 2016/17                     | Hamburger SV     | Bundesliga        | 1          | 0          | –     | –     | –              | –              | –      | –      | 1      | 0      |
| 2017/18                     | Hamburger SV –II | Regionalliga Nord | 2          | 1          | –     | –     | –              | –              | –      | –      | 2      | 1      |
| 2017/18                     | → Unterhaching   | 3. Liga           | 31         | 5          | 2     | 0     | –              | –              | –      | –      | 33     | 5      |
| 2018/19                     | → Unterhaching   | 3. Liga           | 29         | 1          | 4     | 1     | –              | –              | –      | –      | 33     | 2      |
| 2019/20                     | Holstein Kiel    | 2. Bundesliga     | 19         | 2          | 2     | 1     | –              | –              | –      | –      | 21     | 3      |
| 2020/21                     | Holstein Kiel    | 2. Bundesliga     | 35         | 0          | 5     | 1     | –              | –              | –      | –      | 40     | 1      |
| 2021/22                     | Holstein Kiel    | 2. Bundesliga     | 27         | 3          | –     | –     | –              | –              | –      | –      | 27     | 3      |
| 2022/23                     | Holstein Kiel    | 2. Bundesliga     | 33         | 2          | 1     | 0     | –              | –              | –      | –      | 34     | 2      |
| 2023/24                     | Holstein Kiel    | 2. Bundesliga     | 27         | 4          | 1     | 0     | –              | –              | –      | –      | 28     | 4      |
| 2024/25                     | Holstein Kiel    | Bundesliga        | 31         | 2          | 2     | 0     | –              | –              | –      | –      | 33     | 2      |
| Carrière totaal             | Carrière totaal  | Carrière totaal   | 257 *      | 22         | 17 ** | 3     | –              | –              | –      | –      | 274    | 25     |
| Bijgewerkt tot 20 juni 2025 |                  |                   |            |            |       |       |                |                |        |        |        |        |

* In het seizoen 2020/21 kwam Porath met Holstein Kiel uit in de promotie/degradatieplay-offs voor een plek in de Bundesliga.
** In de seizoenen 2017/18 (2 wedstrijden) en 2018/19 (4 wedstrijden) speelde hij in totaal zes wedstrijden in de Bayernpokal voor SpVgg Unterhaching.

## Interlandloopbaan
Porath kwam uit voor diverse Duitse nationale jeugdelftallen en nam met Duitsland –17 in 2014 deel aan het Europees Kampioenschap. In totaal speelde hij 21 wedstrijden voor verschillende jeugdselecties, waarin hij drie doelpunten maakte. Tijdens deze interlands speelde hij onder anderen samen met Jordan Torunarigha, Gedion Zelalem, Philipp Ochs en Cedric Teuchert

### Duitse jeugdelftallen
Op 14 september 2012 debuteerde Porath voor een Duits jeugdelftal tijdens een oefeninterland van Duitsland –16 tegen Oekraïne –16, waarin hij in de 54e minuut inviel. Enkele dagen later scoorde hij zijn eerste doelpunt, eveneens tegen Oekraïne, in een met 8-2 gewonnen wedstrijd; hij maakte in de 72e minuut het zevende doelpunt. Porath werd door bondscoach Christian Wück geselecteerd voor het Europees Kampioenschap onder 17 in Malta, waar hij als invaller speelde tegen Zwitserland, Schotland en Portugal. Duitsland eindigde als derde in de groepsfase en was daarmee uitgeschakeld.
| Jeugdinterlands van Finn Porath voor Duitsland | Jeugdinterlands van Finn Porath voor Duitsland | Jeugdinterlands van Finn Porath voor Duitsland | Jeugdinterlands van Finn Porath voor Duitsland | Jeugdinterlands van Finn Porath voor Duitsland | Jeugdinterlands van Finn Porath voor Duitsland |
| №                                              | Datum                                          | Wedstrijd                                      | Uitslag                                        | Soort Wedstrijd                                | Doelpunten                                     |
| Als speler bij Duitsland –16                   | Als speler bij Duitsland –16                   | Als speler bij Duitsland –16                   | Als speler bij Duitsland –16                   | Als speler bij Duitsland –16                   | Als speler bij Duitsland –16                   |
| ---------------------------------------------- | ---------------------------------------------- | ---------------------------------------------- | ---------------------------------------------- | ---------------------------------------------- | ---------------------------------------------- |
| 1.                                             | 14 september 2012                              | Duitsland – Oekraïne                           | 2 – 0                                          | Vriendschappelijk                              |                                                |
| 2.                                             | 17 september 2012                              | Duitsland – Oekraïne                           | 1 – 0                                          | Vriendschappelijk                              | Goal                                           |
| 3.                                             | 5 november 2012                                | Turkije – Duitsland                            | 3 – 0                                          | Vriendschappelijk                              |                                                |
| 4.                                             | 5 maart 2013                                   | Duitsland – Italië                             | 5 – 0                                          | Vriendschappelijk                              | Goal · Goal                                    |
| 5.                                             | 26 maart 2013                                  | Chili – Duitsland                              | 1 – 0                                          | Vriendschappelijk                              |                                                |
| 6.                                             | 28 maart 2013                                  | Duitsland – Nederland                          | 2 – 1                                          | Vriendschappelijk                              |                                                |
| 7.                                             | 30 maart 2013                                  | Duitsland – Engeland                           | 1 – 1                                          | Vriendschappelijk                              |                                                |
| 8.                                             | 1 april 2013                                   | Frankrijk – Duitsland                          | 2 – 1                                          | Vriendschappelijk                              |                                                |
| 9.                                             | 4 juni 2013                                    | Duitsland – Frankrijk                          | 2 – 2                                          | Vriendschappelijk                              |                                                |
| Als speler bij Duitsland –17                   |                                                |                                                |                                                |                                                |                                                |
| 1.                                             | 11 september 2013                              | Duitsland – Nederland                          | 2 – 2                                          | Vriendschappelijk                              |                                                |
| 2.                                             | 13 september 2013                              | Duitsland – Italië                             | 2 – 3                                          | Vriendschappelijk                              |                                                |
| 3.                                             | 16 september 2013                              | Duitsland – Israël                             | 3 – 0                                          | Vriendschappelijk                              |                                                |
| 4.                                             | 14 november 2013                               | Duitsland – Spanje                             | 1 – 1                                          | Vriendschappelijk                              |                                                |
| 5.                                             | 26 februari 2014                               | Portugal – Duitsland                           | 1 – 1                                          | Vriendschappelijk                              | Goal                                           |
| 6.                                             | 28 februari 2014                               | Nederland – Duitsland                          | 1 – 4                                          | Vriendschappelijk                              |                                                |
| 7.                                             | 2 maart 2014                                   | Duitsland – Engeland                           | 1 – 0                                          | Vriendschappelijk                              |                                                |
| 8.                                             | 26 maart 2014                                  | Duitsland – Georgië                            | 4 – 0                                          | EK-kwalificatie                                |                                                |
| 9.                                             | 31 maart 2014                                  | Servië – Duitsland                             | 1 – 1                                          | EK-kwalificatie                                |                                                |
| 10.                                            | 9 mei 2014                                     | Duitsland – Zwitserland                        | 1 – 1                                          | Europees kampioenschap                         |                                                |
| 11.                                            | 12 mei 2014                                    | Duitsland – Schotland                          | 0 – 1                                          | Europees kampioenschap                         |                                                |
| 12.                                            | 15 mei 2014                                    | Portugal – Duitsland                           | 1 – 0                                          | Europees kampioenschap                         |                                                |
| Bijgewerkt tot 7 januari 2024                  |                                                |                                                |                                                |                                                |                                                |

## Persoonlijk
Porath werd geboren in Eutin, waarna zijn ouders korte tijd later naar Lübeck verhuisden. In zijn jeugd was Marco Reus zijn favoriete speler. Zijn moeder was jarenlang beheerder van het jeugdcentrum van Borussia Dortmund.